# Jak II
Jak II, известная как Jak II: Renegade в Европе и в Австралии и как Jak and Daxter II в Японии — видеоигра в жанре платформер, разработанная Naughty Dog. Для PlayStation 2 игра вышла 14 октября 2003 года в Северной Америке, 17 октября 2003 года в Европе и 11 марта 2004 года в Японии. Это уже вторая игра в серии Jak and Daxter, также является продолжением Jak and Daxter: The Precursor Legacy.

## Геймплей
В отличие от предыдущей части в Jak II убрана Эко-система, вместо неё появился Морф-Ган. Морф-Ган — это оружие, которое трансформируется в четыре вида (обрез-красный, бластер-жёлтый, пулемет-синий и электрошокер-фиолетовый). Действие игры перенесено с острова из предыдущей игры в огромный футуристичный город Хейвен-Сити (Haven City). В игре присутствует атмосфера, схожая с играми серии Grand Theft Auto, а именно стрельба, погони, транспорт и оживленные улицы. По городу передвигаться можно пешком, на летающих ховер-карах или же на ховер-борде, который откроется после нескольких заданий.
В Jak II персонаж использует только Темное Эко (Dark Eco), чтобы превратиться в Тёмного Джека (Dark Jak). Тёмное Эко можно получить, убивая врагов, или же собирать из разбитых ящиков с патронами и аптечками. В режиме Темного Джека все атаки ближнего боя усиливаются, но в этом режиме нельзя использовать Морф-Ган, транспорт и ховер-борд. К тому же, в этом режиме Вас будут разыскивать и пытаться нейтрализовать Кримзонщики (Krimzon Guard).
Сферы Предков (Precursors Orbs) служат для открытия игровых бонусов (начиная с шуточных и заканчивая вполне реальными, к примеру неуязвимость или повторное прохождение игры со всеми атрибутами, иначе говоря, в Режиме Героя). Сферы можно как найти в различных локациях, так и получить в награду за прохождение побочных миссий. Всего таких сфер 286.
Убийства новых врагов-Меднолобых (Metal Heads), добавляют в инвентарь Черепные Камни с вражеских голов, служащие для развития способностей Темного Джека.

## Сюжет
С момента завершения событий первой части прошло немного времени. То, что нашли герои в конце, оказалось Машиной Времени (Time-Rift). Решив опробовать её в деле, Джек открывает временное кольцо, откуда вылетают полчища Меднолобых, а затем и их Лидер. Запустив машину, Джек, Самос, Кира и Декстер пролетают через Лидера в Кольцо и летят сквозь время. Внезапный скачок Энергии крушит машину, и команда разлетается во временной воронке. Джек и Декстер, держась вместе, оказываются в совершенно незнакомом им мире, огромном людном мегаполисе — Хейвен-Сити. Их появление не осталось незамеченным, и их берут под стражу люди из Стражи Кримзон. Декстеру удается сбежать, но Джека забирают.
Прошло два года. Джек, находясь в тюрьме, оказывается подопытным в эксперименте «Темный Воин» (Dark Warrior), который проводился Бароном Праксисом (Baron Praxis), правителем города. Декстер спасает Джека из тюрьмы, попутно знакомясь с его темной стороной (результатом этих экспериментов). Также Джек обретает дар речи. Вместе они бегут из тюрьмы и ищут ответы на то, где они, и кто стоит за всем произошедшим.

## Критика
| Сводный рейтинг    | Сводный рейтинг      |
| Агрегатор          | Оценка               |
| ------------------ | -------------------- |
| GameRankings       | 87,93 %              |
| Metacritic         | 87/100               |
| Иноязычные издания |                      |
| Издание            | Оценка               |
| Game Informer      | 9,25/10              |
| GameSpot           | 9,1/10               |
| IGN                | 9,5/10               |
| X-Play             | 4/5                  |
| Награды            |                      |
| Издание            | Награда              |
| IGN                | Editor’s Choice 2003 |
| GameSpot           | Editor’s Choice 2003 |

В целом критикам игра очень понравилась. IGN оценили игру в 9,5 баллов из 10 возможных, сравнивая её с играми Max Payne и Indiana Jones. Игра была номинирована на Editor’s Choice в 2003 году журналом IGN и GameSpot.